# Vurpăr
Vurpăr (deutsch Burgberg, siebenbürgisch-sächsisch Burchbrich, ungarisch Vurpód) ist ein Ort im Kreis Sibiu in der Region Siebenbürgen in Rumänien.

## Geschichte
Vurpăr war ursprünglich ein siebenbürgisch-sächsisches Dorf. Nach der Volkszählung von 1930 hatte die Siedlung 2.399 Einwohner, darunter 1.204 Rumänen, 961 Deutsche, 218 Roma, neun Juden, sechs Ungarn etc., nach Konfessionen: 950 lutherische, 779 rumänisch-orthodoxe und 646 griechisch-katholische Christen sowie neun Juden, acht Baptisten, vier Römische Katholiken und drei Reformierte.

## Infrastruktur
Von 1910 bis in die 1990er Jahre hatte Vurpăr einen eigenen Bahnhof. Der Bahnhof war Endstation einer Nebenstrecke der „Wusch“, einer Schmalspurbahn. Die Strecke nach Vurpăr zweigte in Cornățel (Harbachsdorf) von der Linie Sibiu–Agnita ab.

## Sehenswürdigkeiten
- Die evangelische Wehrkirche, im 13. Jahrhundert errichtet, im 16. Jahrhundert erneuert, der Glockenturm 1804.[3] Die Wehrkirche steht unter Denkmalschutz.[4]